# Lelia Goldoni
Pour les articles homonymes, voir Goldoni.
Lelia Goldoni (nom de scène de Lelia Vita Rizzuto), née le 1er octobre 1936 à New York (arrondissement de Manhattan, État de New York) et morte le 22 juillet 2023 à Englewood (New Jersey), est une actrice américaine.

## Biographie
Née à New York de parents immigrés siciliens, Lelia Goldoni (nom choisi en hommage à Carlo Goldoni) grandit à Los Angeles avant de revenir dans sa ville natale, où elle rencontre John Cassavetes. Ainsi, elle débute adulte (après de petits rôles non crédités enfant dans deux films de 1949) dans le premier film du réalisateur, Shadows, aux côtés de Ben Carruthers (dont elle est alors brièvement l'épouse).
Installée en Angleterre dans les années 1960, elle contribue à trois films britanniques, dont Hystérie de Freddie Francis (1965, avec Robert Webber et Maurice Denham) et L'or se barre de Peter Collinson (1969, avec Michael Caine et Noël Coward).
Puis, de retour dans son pays natal, elle joue notamment dans dix-huit autres films américains, dont Alice n'est plus ici de Martin Scorsese (1974, avec Ellen Burstyn et Kris Kristofferson), Les Chaînes du sang de Robert Mulligan (1978, avec Paul Sorvino et Tony Lo Bianco) et Somebody to Love d'Alexandre Rockwell (1994, avec Rosie Perez et Harvey Keitel). Son dernier long métrage est Devil Inside de William Brent Bell (2012, avec Simon Quarterman) ; suivent deux courts métrages (2016-2017), dernières prestations au grand écran.
À la télévision américaine, elle se produit une première fois en 1959 dans un épisode de la série Johnny Staccato, ayant pour vedette John Cassavetes. Suivent vingt-neuf autres séries (la dernière en 2010), dont quelques-unes britanniques lors de son séjour anglais, comme Destination Danger (deux épisodes, 1964-1966). Ultérieurement, citons Côte Ouest (trois épisodes, 1983) et Cold Case : Affaires classées (un épisode, 2007).
S'ajoutent dix téléfilms diffusés entre 1971 et 2016, dont The Disappearance of Aimee d'Anthony Harvey (1976, avec Faye Dunaway et Bette Davis) et Les Forces du mal de Paul Wendkos (1977, avec Dack Rambo et Elyssa Davalos). Notons ici un onzième téléfilm comme réalisatrice et productrice, Genius on the Wrong Coast (1993), documentaire consacré à Alvin Ailey.
Lelia Goldoni obtient deux nominations aux British Academy Film Awards (voir détails ci-dessous) pour ses rôles dans Shadows et Alice n'est plus ici précités. Elle meurt en 2023, à 86 ans.

## Filmographie partielle

### Cinéma (sélection)

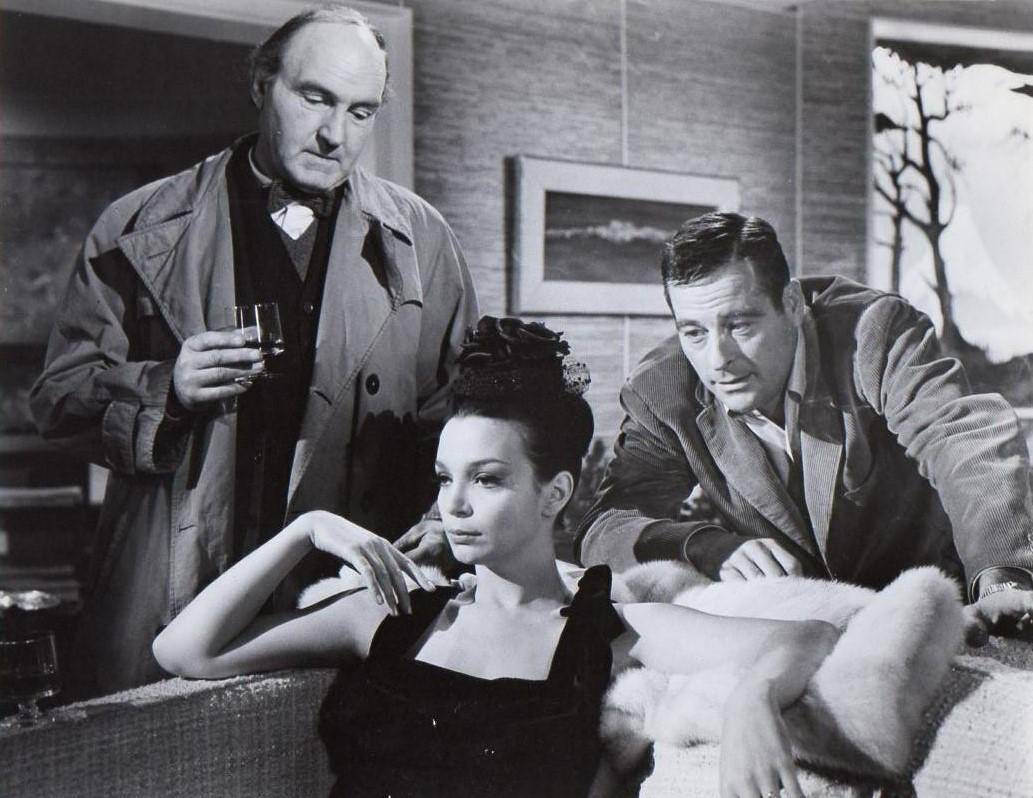
Avec Maurice Denham (à g.) et Robert Webber, dans Hystérie (1965)

(films américains, sauf mention contraire)
- 1949 : Les Insurgés (We Were Strangers) de John Huston : Consuelo Valdés
- 1949 : La Maison des étrangers (House of Strangers) de Joseph L. Mankiewicz : la petite italienne
- 1959 : Shadows de John Cassavetes : Lelia
- 1965 : Hystérie (Hysteria) de Freddie Francis (film britannique) : Denise James
- 1969 : L'or se barre (The Italian Job) de Peter Collinson (film britannique) : Mme Beckerman
- 1974 : Alice n'est plus ici (Alice Doesn't Live Here Anymore) de Martin Scorsese : Bea
- 1975 : Le Jour du fléau (The Day of the Locust) de John Schlesinger : Mary Dove
- 1978 : Les Chaînes du sang (Bloodbrothers) de Robert Mulligan : Maria
- 1978 : L'Invasion des profanateurs (Invasion of the Body Snatchers) de Philip Kaufman : Katherine Hendley
- 1980 : Les Secrets de l'invisible (The Unseen) de Danny Steinmann : Virginia Keller
- 1994 : Somebody to Love d'Alexandre Rockwell : une serveuse du Venice
- 2012 : Devil Inside (The Devil Inside) de William Brent Bell : Susan Meadows

### Télévision

#### Séries
(séries américaines, sauf mention contraire)
- 1959 : Johnny Staccato, saison unique, épisode 11 La Touche du poète (The Poet's Touch) de Robert Parrish : Héloïse
- 1964-1966 : Destination Danger (Danger Man, série britannique)
  - Saison 2, épisode 5 Donnant, donnant (Fair Exchange, 1964) de Charles Crichton : Lisa Lanzing
  - Saison 3, épisode 19 Votez pour Shargis (Two Birds with One Bullet, 1966) de Peter Yates : Pilar Lin
- 1968 : Brigade criminelle (Felony Squad), saison 2, épisode 26 The Human Target : Rita Chavez
- 1983 : Cagney et Lacey (Cagney and Lacey), saison 2, épisode 12 Le Voleur de bijoux (The Grandest Jewell Thief of Them All) de Victor Lobl : Mme Tartaglia
- 1983 : Côte Ouest (Knots Landing), saison 5, épisode 6 L'Impensable (…And Never Brought to Mind), épisode 7 Les Vœux sacrés (Sacred Vows) et épisode 10 Le Retour (Homecoming) : Dr Beauvais
- 1986 : Santa Barbara, feuilleton, épisode (sans titre) 534 : la juge
- 1986 : Mike Hammer (Mickey Spillane's Mike Hammer, 2e série), saison 3, épisode 6 Chantage à l'accusation (Mistress for the Prosecution) de Bruce Kessler : la juge Mancuso
- 1990 : La Loi de Los Angeles (L.A. Law), saison  4, épisode 8 Le Juge au grand cœur (The Good Human Bar) : la vieille dame
- 2007 : Cold Case : Affaires classées (Cold Case), saison 5, épisode 9 Garçon manqué (Boy Crazy) de Holly Dale : l'infirmière Polly Leonard

#### Téléfilms
(actrice, sauf mention contraire)
- 1971 : A Kiss Is Just a Kiss d'Alvin Rakoff : Louise Shaeffer
- 1976 : The Disappearance of Aimee d'Anthony Harvey : Emma Shaffer
- 1977 : The Spell de Lee Philips : Jo Standish
- 1977 : Les Forces du mal (Good Against Evil) de Paul Wendkos : Sœur Monica
- 1977 : Haute Sécurité (Nowhere to Hide) de Jack Starrett : Linda Faber
- 1981 : Mistress of Paradise de Peter Medak : Peg
- 1984 : Victims for Victims: The Theresa Saldana Story de Karen Arthur : Mme Saldana
- 1984 : Anatomy of an Illness de Richard T. Heffron : Mme Farelli
- 1995 : Le Cerveau artificiel (The Computer Wore Tennis Shoes) de Peyton Reed : une cliente du Hale Club
- 1993 : Genius on the Wrong Coast (documentaire, réalisatrice et productrice)

## Distinctions (sélection)
- 1961 : Nomination au prix du meilleur nouveau venu au cinéma, pour Shadows
- 1976 : Nomination au British Academy Film Award de la meilleure actrice dans un second rôle, pour Alice n'est plus ici